# 违约责任 (中华人民共和国)
根据《中华人民共和国合同法》的规定，违约责任是指合同当事人一方不履行合同义务或履行合同义务不符合约定的，应当承担继续履行、采取补救措施或者赔偿损失等责任。合同义务不仅包括主给付义务和从给付义务，也包括遵循诚实信用原则，根据合同的性质、目的和交易习惯履行通知、协助、保密等义务。

## 预期违约
如果合同当事人一方明确表示或以自己的行为表示不履行合同义务的称为“预期违约”，对方可以在履行期限届满之前要求其承担违约责任，预期违约包含明示预期违约（明确表面）和默示预期违约（以行为表示）。
其中当一方明示预期违约时，另一方除了可以要求根据《合同法》第一百零八条的规定在履行期限届满之前要求其承担违约责任，也可以根据《合同法》第九十四条第二款解除合同。
若合同当事人默示预期违约，若符合不安抗辩权成立要件的，对方可依据《合同法》第六十八条行使不安抗辩权。

## 违约责任的履行
若合同当事人一方未支付价款或报酬的，对方可以要求其支付相应的价款或报酬。若当事人一方不履行“非金钱债务”或履行非金钱债务不符合规定的，对方可以要求履行，但不包括以下情况：
1. 法律上或事实上不能履行
2. 债务的标的不适于强制履行或者履行费用过高
3. 债权人在合理期限内未要求履行

### 瑕疵履行的侵权责任
当合同标的物质量不符合约定的，应当按照当事人的约定承担违约责任。对违约责任没有约定或约定不明确的，受损害方根据标的的性质以及损失的大小，可以合理选择要求对方承担修理、更换、重做、退货、减少价款或者报酬等违约责任。
若因债权人原因使得债务人难以履行债务的，债务人可将标的物提存，
提存成立的，视为债务人在其提存范围内已经履行债务。
如果标的物质量不符合约定，买受人要求减少价款时价款已经支付，人民法院应支持买受人要求返还减价后多出的部分价款。
此外，根据《中华人民共和国消费者权益保护法》的规定，经营者提供商品或者服务，按照国家规定或与消费者的约定，承担包修、包换、包退或其他责任的，应当按照国家规定或约定履行，不得故意拖延或无理拒绝。
如果约定包修、包换、包退的商品在保修期内两次修理仍不能正常使用的，经营者应当负责更换或退货。其中涉及的大件商品，在消费者要求经营者修理、更换、退货的，经营者应当承担运输等合理费用。
若合同双方约定了保留部分价款作为“质量保证金”，出卖人在质保期内若未及时修理而影响标的物的价值或者使用效果，人民法院将应不予支持出卖人主张支付的该部分价款。
若买受人在检验期间、质量保证期间、合理期间内提出质量异议后，出卖人未按要求予以修理或者因情况紧急，买受人自行或者通过第三人修理标的物后，可以主张出卖人负担因此发生的合理费用的。高院《司法解释》规定人民法院对此项主张应予以支持。
买受人在缔约时若知道或者应当知道标的物质量存在瑕疵，人民法院不予支持其主张出卖人承担瑕疵担保责任，但买受人在缔约时不知道该瑕疵会导致标的物的基本效用显著降低的除外。

## 赔偿损失
因当事人一方不履行合同义务或在履行时不符合约定，在履行义务或采取补偿措施后，对方仍有其他损失的，应当赔偿相应的损失。
赔偿损失额应当相当于因违约造成的损失，包括履行合同后可以获得的利益，但不得超过违反合同一方订立合同时预见到或者应当预见到的因违反合同可能造成的损失。
经营者对消费者提供商品或者服务有欺诈行为的，应依照《消费者权益保护法》的规定，除法律另有规定外，按照消费者的要求增加赔偿其受到的损失，增加赔偿的金额为消费者购买商品的价款或者接受服务的费用的三倍；增加赔偿的金额不足五百元的，为五百元。若经营者明知商品或者服务存在缺陷，仍然向消费者提供，造成消费者或者其他受害人死亡或者健康严重损害的，受害人有权要求经营者依照《消费者权益保护法》第四十九条、第五十一条等法律规定赔偿损失，并有权要求所受损失二倍以下的惩罚性赔偿。
- 第四十九条：“经营者提供商品或者服务，造成消费者或者其他受害人人身伤害的，应当赔偿医疗费、护理费、交通费等为治疗和康复支出的合理费用，以及因误工减少的收入。造成残疾的，还应当赔偿残疾生活辅助具费和残疾赔偿金。造成死亡的，还应当赔偿丧葬费和死亡赔偿金。”[20]
- 第五十一条：“经营者有侮辱诽谤、搜查身体、侵犯人身自由等侵害消费者或者其他受害人人身权益的行为，造成严重精神损害的，受害人可以要求精神损害赔偿。”[21]

## 违约金
当事人可以约定一方违约时应当根据违约情况向对方支付一定数额的违约金，也可以约定因违约产生的损失赔偿额的计算方法。约定的违约金低于造成的损失时当事人可以请求人民法院或仲裁机构予以增加；而约定的违约金过分高于造成的损失的，当事人可以请求人民法院或仲裁机构予以适当减少。当事人就迟延履行约定违约金的，违约方支付违约金后，还应当履行债务。
买卖合同因违约而解除后，守约方主张继续适用违约金条款的，人民法院应予支持。

### 违约金的调整
当事人通过反诉或者抗辩的方式，请求人民法院依照《合同法》第一百一十四条第二款的规定调整违约金的，人民法院应予以支持。
当事人依照合同法第一百一十四条第二款的规定，请求人民法院增加违约金的，增加后的违约金数额以不超过实际损失额为限。增加违约金以后，当事人又请求对方赔偿损失的，人民法院不予支持。
当事人主张约定的违约金过高请求予以适当减少的，人民法院应当以实际损失为基础，兼顾合同的履行情况、当事人的过错程度以及预期利益等综合因素，根据公平原则和诚实信用原则予以衡量，并作出裁决。

### 定金
当事人可以依照《中华人民共和国担保法》约定一方向对方给付定金作为债权的担保。债务人履行债务后，定金应当抵作价款或者收回。给付定金的一方不履行约定的债务的，无权要求返还定金；收受定金的一方不履行约定的债务的，应当双倍返还定金。
当事人既约定违约金，又约定定金的，一方违约时，对方可以选择适用违约金或者定金条款。

## 免责条件
在法律规定的免责条件下，当事人不需要承担违约责任。中华人民共和国法律规定的免责条件有不可抗力、货物的自然性质和合理损耗及债权人过错。

### 不可抗力
因不可抗力不能履行合同的，根据不可抗力的影响，当事人的部分或者全部责任可以免除，但法律另有规定的除外。但当事人迟延履行后发生不可抗力的，不能免除责任。在遭遇不可抗力无法履行合同时，当事人一方应当及时通知对方以减轻可能对对方造成的损失，并在合理的期限内提供证明。
当事人一方违约后，对方若应未及时采取适当措施防止损失扩大，不得就扩大的损失要求赔偿。但当事人因防止损失扩大而支出的合理费用，由违约方承担。
若发生在订立合同时无法预见的、非不可抗力造成的不属于商业风险的重大变化，继续履行合同对于一方当事人明显不公平或者不能实现合同目的时，当事人可以请求人民法院变更或者解除合同。

### 货物的自然性质和合理损耗
仅在货运合同条件下，若承运人在货物运输过程中应承担货物毁损或灭失的赔偿责任，但承运人证明货物的毁损和灭失是因货物本身的自然性质或者合理损耗，则不承担损害赔偿责任。即货主需要承担因货物的自然性质和合理损耗带来的损失。

### 债权人过错
在货运合同中，因债权人过错致使债务人无法履行合同的，债务人无需承担违约责任。
在保管合同中，若寄存人交付的保管物有瑕疵或者按照保管物的性质需要采取特殊保管措施的但未告知保管人，致使保管物受损失的，保管人不承担损害赔偿责任。
《保险法》规定，投保人故意不履行如实告知义务的，保险人对于合同解除前发生的保险事故，不承担赔偿或者给付保险金的责任，并不退还保险费。投保人因重大过失未履行如实告知义务，对保险事故的发生有严重影响的，保险人对于合同解除前发生的保险事故，不承担赔偿或者给付保险金的责任，但应当退还保险费。

## 其他规定
- 当事人双方都违反合同的，应当各自承担相应的责任。[37]
- 当事人一方因第三人的原因造成违约的，应当向对方承担违约责任。当事人一方和第三人之间的纠纷，依照法律规定或者按照约定解决。[38]
- 因当事人一方的违约行为，侵害对方人身、财产权益的，受损害方有权选择依照《合同法》要求其承担违约责任或者依照其他法律要求其承担侵权责任。[39]（责任竞合）

债权人在向人民法院起诉时做出选择后，于一审开庭前变更诉讼请求的，人民法院应当准许。若对方当事人提出管辖权异议，经审查异议成立时，人民法院应当驳回上诉。